# 히비야역
히비야역(일본어: 日比谷駅 히비야에키[*])은 도쿄도 지요다구에 있는 철도역이다. 역명은 역에 인접한 히비야 공원에서 유래하였다.

## 역 구조

### 도쿄 지하철
히비야 선은 상대식 승강장 2면 2선 지하역의 구조를 갖는다. 개찰구는 지하 2층, 승강장은 지하 3층에 있으며, 에스컬레이터와 엘리베이터가 지하 2층과 지하 3층을 연결한다. 지요다 선은 섬식 승강장 1면 2선 지하역의 구조를 갖는다. 개찰구는 지하 1층, 승강장은 지하 2층에 있으며, 에스컬레이터와 엘리베이터가 지하 1층과 지하 2층을 연결한다.
히비야 선의 가스미가세키 방향으로 지요다 선의 니주바시 역과의 연결통로가 있다.
매년 10월의 철도의 날 직전에 히비야 공원에서 개최되는 "철도 페스티벌"이 열리는 때는 지요다 선 가스미가세키 방향의 개찰구 부근에 부스가 설치 될 수 있다.

#### 승강장
| 1 | 히비야 선 | 롯폰기・나카메구로 방면                                       |
| 2 | 히비야 선 | 긴자・우에노・기타센주・도부 동물공원 방면 (도부 이세사키 선) |
| 3 | 지요다 선 | 요요기우에하라・혼아쓰기 방면 (오다큐 선)                     |
| 4 | 지요다 선 | 오테마치・아야세・아비코・도리데 방면 (JR 조반 선)            |

### 도쿄 도 교통국
섬식 승강장 1면 2선의 지하역. 개찰구는 지하 1층, 승강장은 지하 2층에 있으며, 에스컬레이터와 엘리베이터가 지하 1층과 지하 2층을 연결하고 있다. 개찰구는 3개 있다.
2016년 3월 31일까지는 히비야 역무관리소의 소재역이었으며, 미타 선의 미타 역 ~ 센고쿠 역간의 역을 관리하고 있었다. 2016년 4월 1일 부로는 도쿄 도 교통국에서 실시한 역 관할 구역제 도입에 있어서 히비야 역 관할 구역의 소재역인 히비야 역무관리소는 폐지되었다.

#### 승강장
| 1 | 도영 지하철 미타 선 | 메구로・무사시코스기・히요시 방면 (도큐 메구로 선) |
| 2 | 도영 지하철 미타 선 | 오테마치・스가모・니시타카시마다이라 방면          |

## 역 주변
- 국도 제1호선
- 긴자
- 히비야
- 히비야 공원
- JR 동일본 게이요 선 도쿄역
- 유라쿠초역
- 도쿄 다카라즈카 빌딩
  - 도쿄 다카라즈카 극장
  - TOHO 시네마즈 스칼라
  - TOHO 시네마 즈 미유키좌
- 닛세이 극장
- 제국 극장
- 더 페닌슐라 도쿄
- 도호 본사
- 도호 히비야 빌딩
- 가스미가세키 관청가
- 고쿄
  - 황거외원
- 데이코쿠 호텔
- 닛폰 방송 본사
- 도쿄 회관
- 도쿄 상공회의소 빌딩
- 후지 빌딩
- 도쿄 국제 포럼
- 유라쿠초 센터빌딩

## 버스 노선
히비야
- 도에이 버스, 도큐 버스
  - B1 출입구 부근
    - < 히가시 98 > 토도리키 조차장 행 (아카바네바시 역・시로카네타카나와 역・메구로역 경유) (도큐)

  - A10 출입구 부근
    - < 히가시 98 > 도쿄역 미나미구치 행 (도큐)

  - A6 출입구 부근
    - < 도시 03 > 하루미 부두 행 (가치도키 역 앞 경유) (도에이)

  - A9 출입구 부근
    - < 도시 03 > 요쓰야역 행 (미야케자카 경유) (도에이)

제일 생명 (B1 출입구 부근), 산신 빌딩 (A9 출입구 부근)
- 히노마루 자동차 흥업
  - < 마루노우치 셔틀 > 미쓰비시 빌딩・도쿄 산케이비루・팰리스 호텔 방면 ※산신 빌딩 발착은 평일만 운행

데이쿄 호텔
- 도쿄 공항 교통
  - 나리타 국제공항 행

## 역사
- 1964년 8월 29일: 히비야 선 영업 개시.
- 1971년 3월 20일: 지요다 선 영업 개시.
- 1972년 6월 30일: 미타 선 영업 개시.
- 1974년 10월 30일: 유라쿠초 선 유라쿠초 역 영업 개시, 환승역이 됨.
- 1978년 7월 1일: 6호선을 미타 선으로 노선명 변경.
- 2004년 4월 1일: 도쿄 메트로 민영화.
- 2020년 6월 6일: 히비야 선에 도라노몬 힐스 역이 영업을 개시함에 따라 히비야 선의 역 번호를 H 07에서 H 08으로 변경.

## 사진

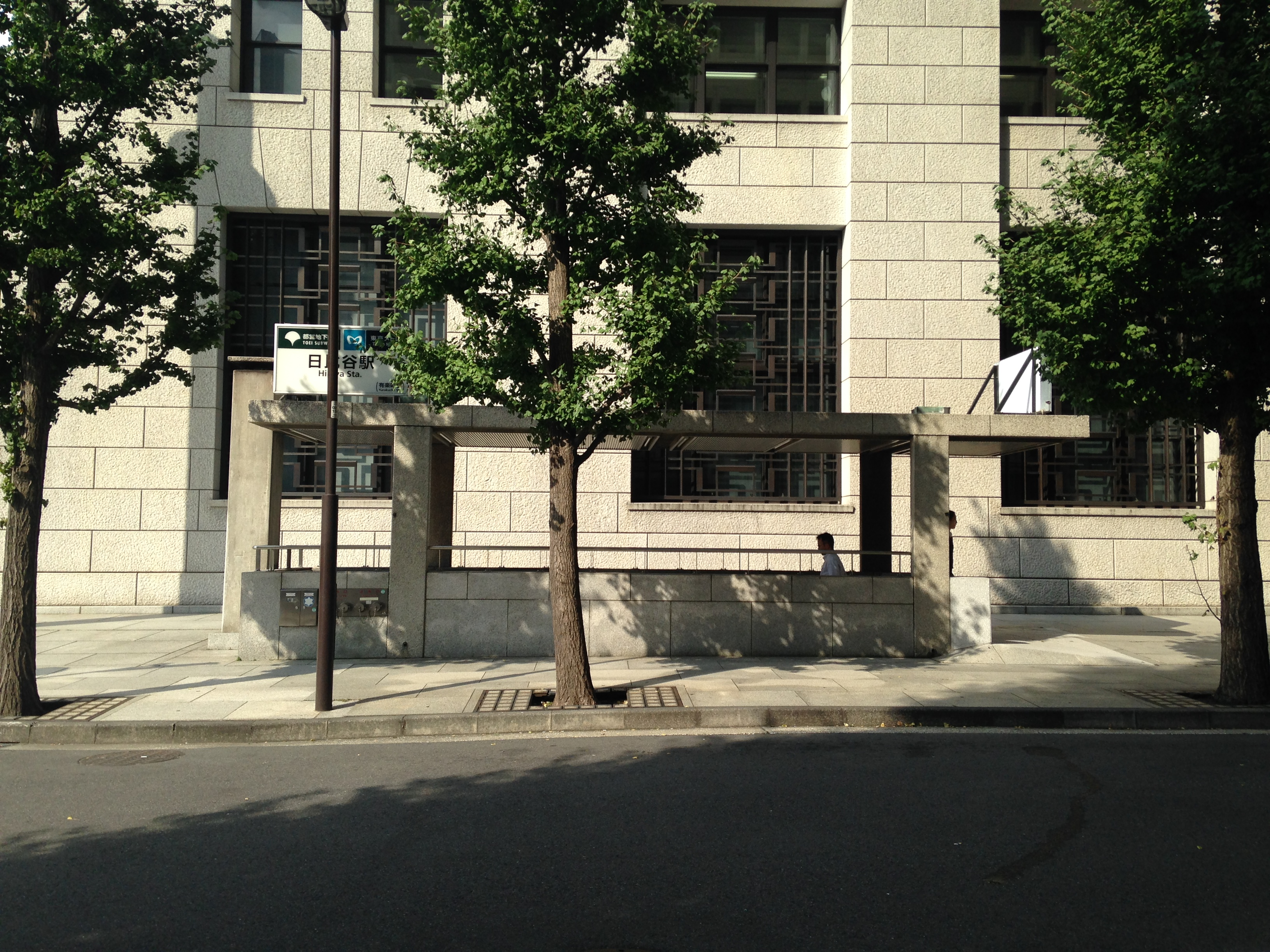
B1 출입구
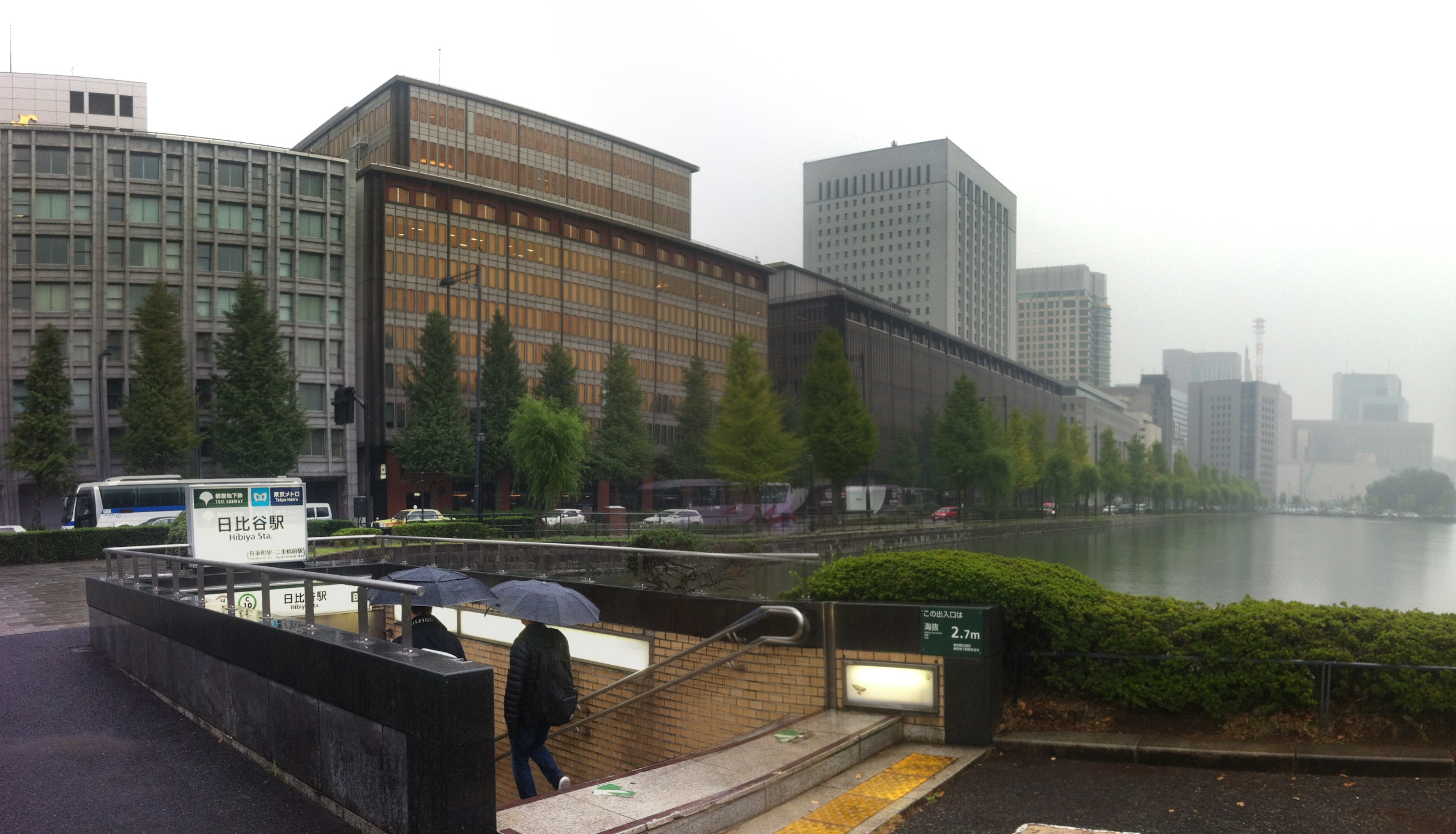
B6 출입구
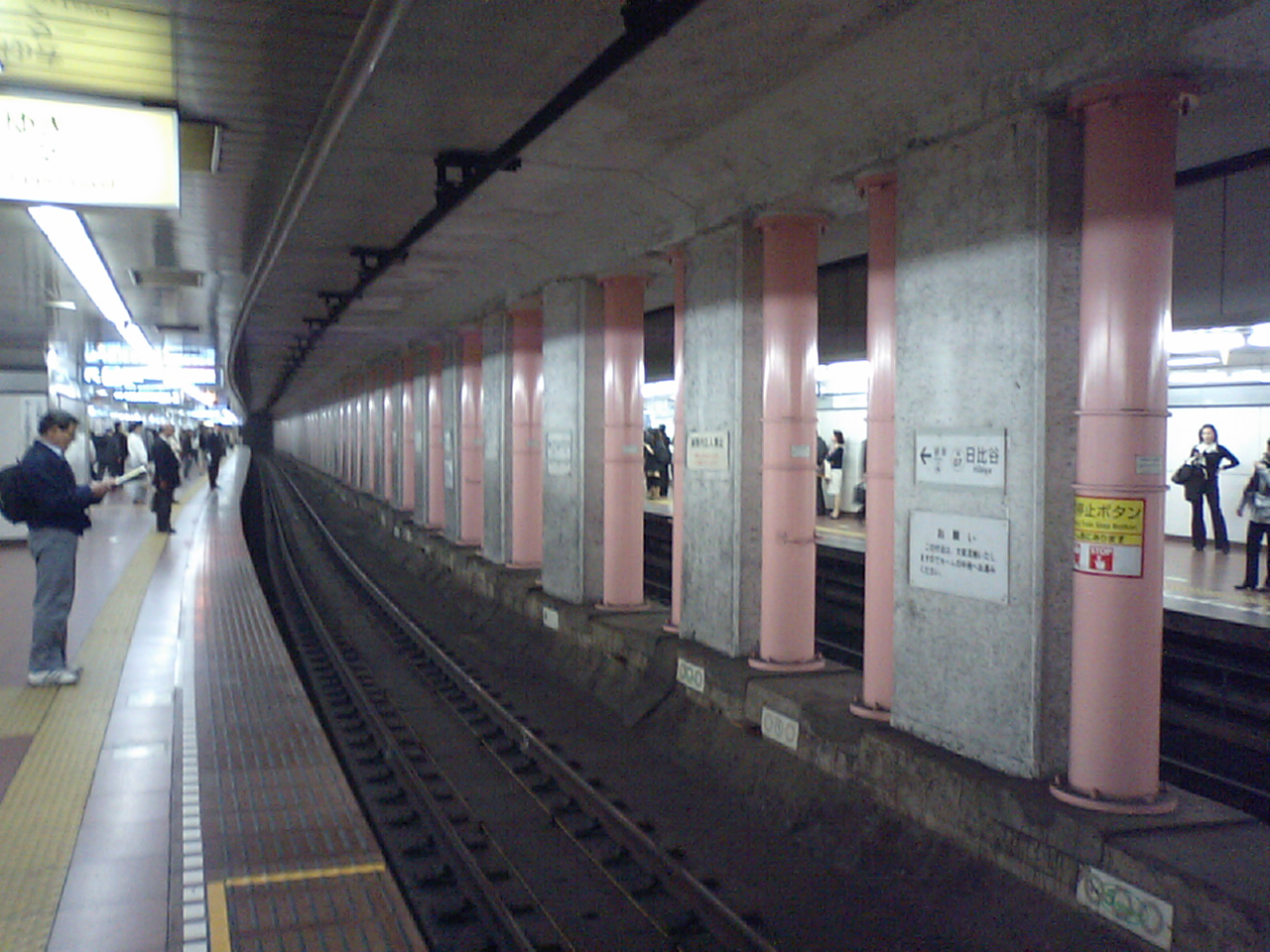
히비야 선 승강장

## 인접역
| 도쿄 지하철 히비야 선                 | 도쿄 지하철 히비야 선 | 도쿄 지하철 히비야 선                 |
| ------------------------------------- | --------------------- | ------------------------------------- |
| H 07 가스미가세키 나카메구로 방면     | 히비야 선             | 긴자 H 09 기타센주 방면               |
| 도쿄 지하철 지요다 선                 |                       |                                       |
| C 08 가스미가세키 요요기우에하라 방면 | 지요다 선             | 니주바시마에 C 10 아야세 방면         |
| 도쿄 도 교통국 미타 선                |                       |                                       |
| I 07 우치사이와이초 메구로 방면       | 미타 선               | 오테마치 I 09 니시타카시마다이라 방면 |